# الرملة (مصراتة)
قرية الرملة قرية ليبية، من قرى مدينة مصراتة. تقع هذه القرية على ساحل مدينة مصراتة وتمتد إلى الجنوب. معظم أهل بيوت الرملة يسكنون في باقي قرى مصراتة بعد أن بدأت حركة التوسعة في مصراتة بعد إنتهاء حقبة الاحتلال الإيطالي لليبيا. أيضًا تعتبر قرية الرملة من أعرق القرى المصراتية تاريخيًا حيث ترجع أصولها إلى الفترة ما بين 1551 - 1771 م. تتميز قرية الرملة بكثرة الكتبان الرملية علي امتداد الجانب الشمالي للقرية المحاذي لشاطيء البحر وتشتهر قبيلة الرملة قديمًا بصنع الحبال و الشباك من نبات الحلفاء ومن ليف النخيل.
وكانت أول قرية بها طريق معبد على قرى الساحل واشتهرت أيضًا بالقيزان وهي كثبان رملية عالية.  
أهم شخصياتها عمر البكوش عضو في البرلمان زمن المملكة الليبية والفقيه محمد المبروك الجطلاوي والفقيه بن يوسف الجطلاوي والحاج سليمان الجطلاوي كاتب الحجج وأوراق الأراضي والفقيه محمد عبد الصمد كريم والشيخ علي كريم والمجاهد جبريل كريم حيث أستشهد جبريل في معركة الكراريم بجانب حوش الكراريم عند قتاله القوات الإيطالية قبيل المغرب والفقيه  الشيخ الفاضل محمد عيبلو حيث كان معلمًا في الفقه المالكي في مسجد المرسى والمجاهد علي السطا مامي والمجاهد محمد الجمل والمجاهد محمد هب الريح. 

## مساجد
توجد العديد من المساجد في هدة القرية نذكر منها: مسجد السويدي ,مسجد الفرجاني، مسجد الشيخ عيبلو، مسجد بن غزي، مسجد ال كريم، مسجد ال بادي، مسجد بن حمرون، مسجد الامام الشافعي . مسجد ال الحاج. مسجد الخضورات. أبوشرود.الخضورات.
الشهرة
(القوز) 
مدارس
:
1. ↑   http://ar.thetimenow.com/libya. {{استشهاد ويب}}: |url= بحاجة لعنوان (مساعدة) والوسيط |title= غير موجود أو فارغ (من ويكي بيانات) (مساعدة)